# الکساندر اورولو
الکساندر میخائیلوویچ اورولو (روسی: Александр Михайлович Орлов) سیاست‌مدار اهل اتحاد جماهیر شوروی و از پلیس‌های ویژه و مخفی و جاسوس سازمان کمیساریای خلق در امور داخلی در جمهوری دوم اسپانیا بود.
کمیساریای خلق در امور داخلی (به روسی: Народный комиссариат внутренних дел، مخفف: اِن‌کاوه‌ده) نقش سازمان امنیت داخلی در اتحاد جماهیر شوروی تحت رهبری ژوزف استالین را بر عهده داشت.